# Joan Lamote de Grignon i Bocquet

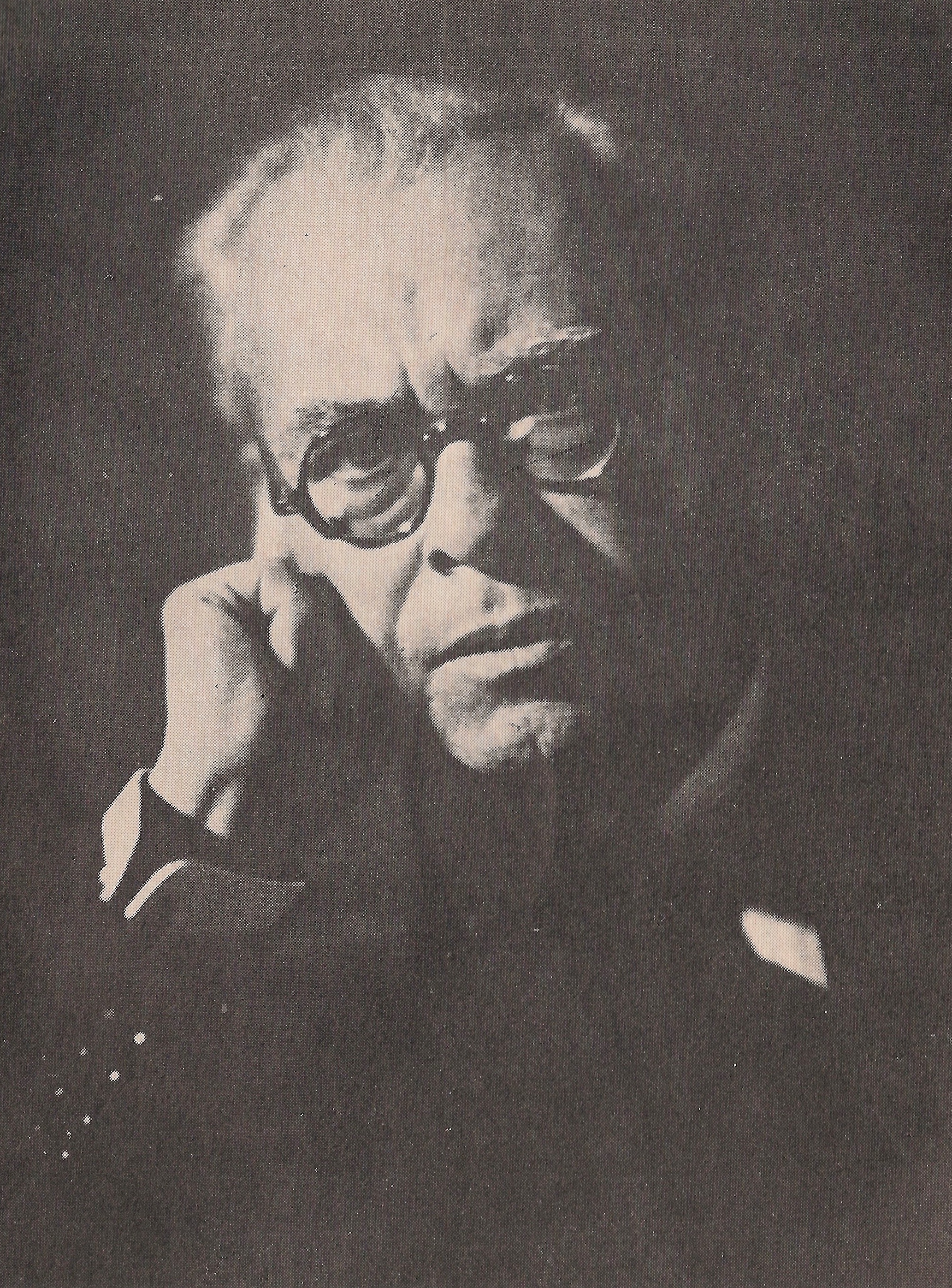
Joan Lamote de Grignon i Bocquet

Joan Lamote de Grignon i Bocquet (* 7. Juli 1872 in Barcelona; † 11. März 1949 ebenda) war ein spanischer Pianist, Dirigent und Komponist. Als Pianist gehörte er der Katalanischen Pianistenschule an.

## Leben und Werk
Lamote de Grignon wurde im Juli 1872 als Sohn französischstämmiger Eltern in Sant Gervasi de Cassoles, heute ein Stadtteil von Barcelona, geboren. Schon in jungen Jahren zog die Familie nach Tortosa, wo sie Land besaß. Joan erwarb 1887 sein Abitur am Institut de Tarragona. Erste musikalische Kenntnisse erwarb er sich bei seinem Lehrer Josep Abarcat i Sebastià. Er empfand einen starken Drang zur Musik, zog nach Barcelona und schrieb sich am Conservatori del Liceu ein. Bei Antoni Nicolau studierte er Komposition, bei T. Güell und Gabriel Balart Violine und bei Pere Tintorer Klavier.  Besonders an letztgenanntem Instrument erbrachte er herausragende Leistungen und wurde 1890 selbst zum Klavierdozenten am Conservatori del Liceu und später auch zum Professor für Solfeo ernannt.
1902 wurde er zum Leiter des Orchesters der Associació Musical de Barcelona ernannt. 1911 gründete er das Barcelona Symphony Orchestra, dessen Leiter er auch wurde. Im Februar 1913 leitete er als Gastdirigent die Berliner Philharmoniker und das Blüthner-Orchester in Berlin mit einem eigenen Programm. Ab 1914 leitete er als Nachfolger von Celestí Sadurní die Stadtkapelle von Barcelona. Hier förderte er junge Interpreten und erarbeitete mit diesem Ensemble ein bemerkenswertes Programm, das in ganz Europa geschätzt wurde. Drei Jahre später wurde er zum Direktor des Conservatori del Liceu ernannt. 1939, nach dem Spanischen Bürgerkrieg, entließ ihn das Franco-Regime wegen Kollaboration mit der Republikanern aus allen seinen Ämtern in Barcelona. 1943 gründete er das Orquestra de València, das er bis 1949 leitete. Er starb am 11. März 1949. Er wurde auf dem Cementiri de Sant Gervasi in Barcelona beigesetzt.
Als Komponist hat Lamote ein umfangreiches Werk hinterlassen, das Oper, Symphonie, Oratorien, Lieder, Sardanas und religiöse Musik umfasst. Dieses Werk ist hauptsächlich in den Jahren von 1894 bis 1914 entstanden. Dieses Werk umfasst unter anderem ungefähr 150 Lieder, das Oratorium La nit de Nadal auf Texte von Francesc Casas i Amigó (1906, Die Heilige Nacht), das lyrische Drama Hesperia (1907), eine symphonische Trilogie, eine eucharistische Messe für zwei Singstimmen und Orgel, Motetten und spirituelle Lieder sowie das Klavierwerk El parc d’atraccions.  Er schrieb mehrere Sardanas und war Mitbegründer der Cobla von Barcelona.
Die persönlichen Werke von Joan Lamote de Grignon werden in der Biblioteca de Catalunya aufbewahrt.

## Familiäres
Am 31. Juli 1893 heiratete er in Barcelona Florentina Ribas i Mayol aus Girona.
Der Sohn des Paares Ricard Lamote de Grignon folgte den Wegen seines Vaters sowohl in kompositorischer als auch in orchestraler Richtung.